# Pilagá
El poble pilagà (en la seva llengua: pit´laxá) són una ètnia indígena de la família guaycurú que habita el centre de la província de Formosa, a l'Argentina. Alguns grups pilagàs també viuen a la província del Chaco i a la de Santa Fe. Són uns sis mil; a Formosa estan repartits en 19 comunitats.
Junt als abipons, els mocovís i els tobes (que són els grups indígenes que vivien des del segle xvi enfront d'allò que avui es Asunción del Paraguay, van ser anomenats despectivament «guaycurús» pels guaranís i «frentons» pels castellans (pel costum d'afaitar-se la part del davant del cap). La seva llengua, el pilagà, forma part de la família lingüística mataco-guaycurú. Estan molt relacionats amb els tobes i uns 2000 parlen la seva pròpia llengua i el castellà però la resta ja han perdut el pilagà.
La seva bandera és horitzontal; verd, blau i vermell són els colors separats per una línia blanca a manera de fimbriació; sobre el tot se situa un triangle escalè blanc que ocupa una mica menys de la meitat de la bandera deixant veure el fons a la part del pal i a la part inferior; dins del triangle hi ha un disc groc i dins del disc, sobresortint, un còndor negre; sota el disc hi ha tres rectangles que semblen línies perquè són molt llargs però molt estrets, situats un al costat de l'altra, vermell, blau i verd, ocupant la base del triangle però sense tocar-la. A la dreta del disc hi ha la inscripció "PILAGA" (sense accent).